# Rhodesiella octoseta
Rhodesiella octoseta är en tvåvingeart som beskrevs av Curtis W. Sabrosky 1979. Rhodesiella octoseta ingår i släktet Rhodesiella och familjen fritflugor. Inga underarter finns listade i Catalogue of Life.